# Villers-Marmery
Villers-Marmery ist eine französische Gemeinde mit 558 Einwohnern (Stand: 1. Januar 2022) im Département Marne in der Region Grand Est (vor 2016 Champagne-Ardenne). Die Gemeinde gehört zum Arrondissement Reims und zum Kanton Mourmelon-Vesle et Monts de Champagne. 

## Geographie
Villers-Marmery liegt am Ostende der Montagne de Reims, etwa 23 Kilometer südöstlich des Stadtzentrums von Reims. Umgeben wird Villers-Marmery von den Nachbargemeinden Verzy im Norden und Westen, Val-de-Vesle im Norden und Nordosten, Sept-Saulx im Osten und Südosten, Les Petites-Loges im Osten, Billy-le-Grand im Südosten sowie Trépail im Süden und Südwesten.

## Bevölkerungsentwicklung
| Jahr                       | 1962 | 1968 | 1975 | 1982 | 1990 | 1999 | 2006 | 2018 |
| Einwohner                  | 517  | 553  | 543  | 534  | 570  | 603  | 560  | 513  |
| Quellen: Cassini und INSEE |      |      |      |      |      |      |      |      |

## Sehenswürdigkeiten

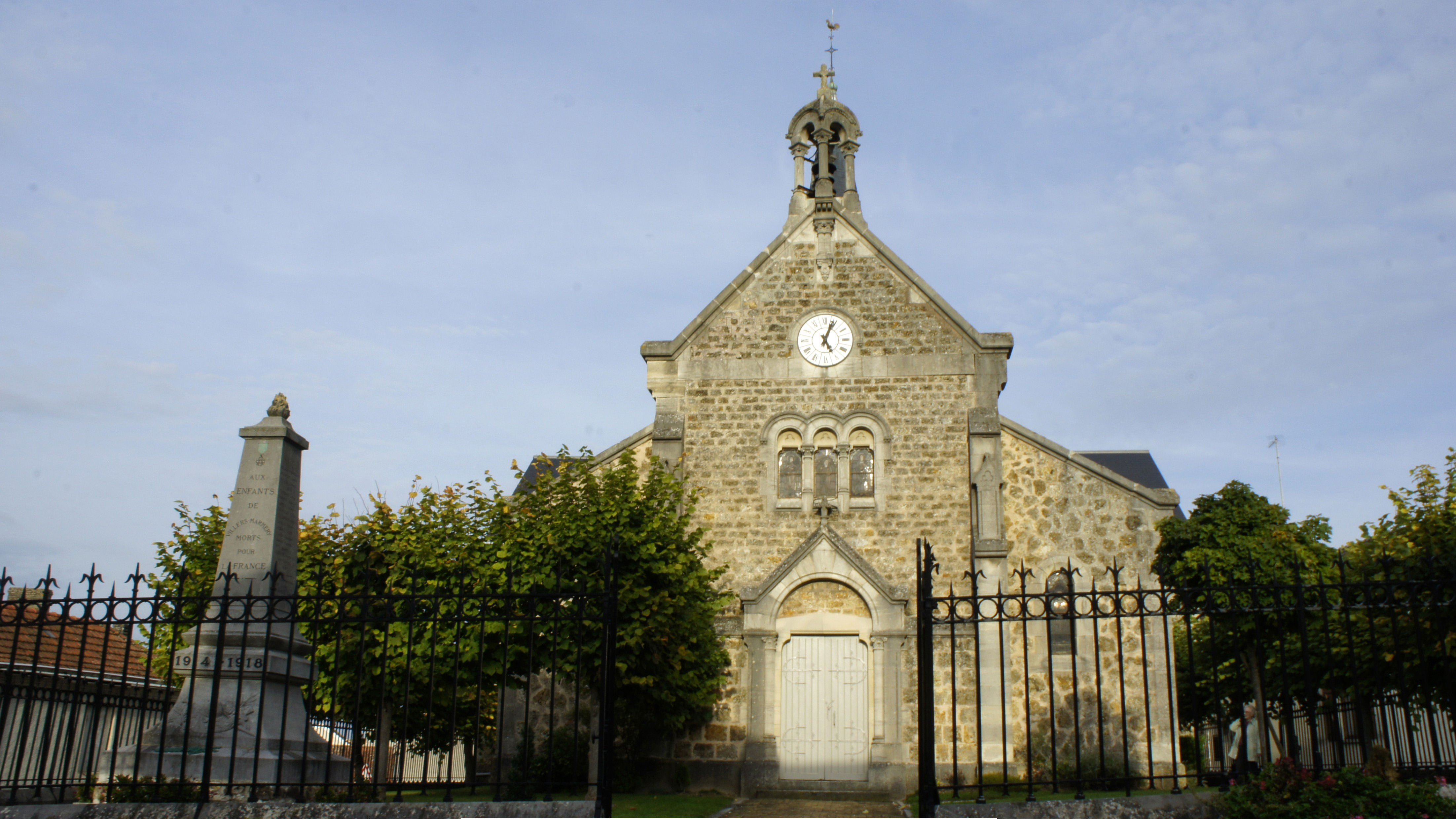
Kirche Notre-Dame

- Kirche Notre-Dame